# Германия на «Евровидении-1971»
Германия принимала участие в Евровидении 1971, проходившем в Дублине, Ирландия. На конкурсе её представляла, как и в прошлом году, Катя Эбштайн с песней «Diese Welt», выступавшая под номером 5. В этом году, как и в прошлом, страна заняла 3-е место, получив 100 баллов. Комментаторами конкурса от Германии в этом году были Ханнс Верре и Вулф Миттлер.

## Национальный отбор
Ещё до национального отбор было решено, что на Евровидение 1971 поедет участница прошлого года — Катя Эбштайн, и поэтому национальный отбор, который состоялся во Франкфурте-на-Майне, проходил с целью определить песню. Среди членов жюри было 10 человек, каждый из которых имел по 20 баллов и отдавал оценки от 1 до 5 понравившимся песням.
Весь отбор состоял из шести выступлений Эбштайн. После второй и четвёртой песни во время интервал-акта выступала британская танцевальная труппа «Pamela Devis Ballet». После финального выступления ансамбль «The Rosie Singers» исполнил попурри из песен предыдущих Евровидений — «Alles und noch viel mehr» (немецкая версия песни-победительницы Евровидения 1970), «Boom Bang-a-Bang» (немецкая версия песни-победительницы Евровидения 1969), «La, la, la» (песня-победительница Евровидения 1968).

| Номер | Песня                                  | Баллы членов жюри | Баллы членов жюри | Баллы членов жюри | Баллы членов жюри | Баллы членов жюри | Баллы членов жюри | Баллы членов жюри | Баллы членов жюри | Баллы членов жюри | Баллы членов жюри | Всего баллов | Место |
| Номер | Песня                                  | П. Ф.             | Е. Г.             | К. Л.             | Г. Ш.             | И. Ш.             | Э. Ф.             | Х. Х.             | Х. В.             | К. Д.В.           | Э. З.             | Всего баллов | Место |
| ----- | -------------------------------------- | ----------------- | ----------------- | ----------------- | ----------------- | ----------------- | ----------------- | ----------------- | ----------------- | ----------------- | ----------------- | ------------ | ----- |
| 1     | «Der Mensch lebt von der Liebe»        | 2                 | 4                 | 2                 | 3                 | 4                 | 2                 | 4                 | 3                 | 2                 | 1                 | 27           | 5-е   |
| 2     | «Alle Menschen auf der Erde»           | 3                 | 3                 | 5                 | 2                 | 5                 | 2                 | 3                 | 5                 | 5                 | 4                 | 37           | 2-е   |
| 3     | «Es wird wieder gescheh’n»             | 2                 | 2                 | 4                 | 3                 | 3                 | 3                 | 2                 | 3                 | 3                 | 2                 | 28           | 4-е   |
| 4     | «Diese Welt»                           | 5                 | 4                 | 3                 | 5                 | 5                 | 4                 | 3                 | 4                 | 5                 | 5                 | 43           | 1-е   |
| 5     | «Ich bin glücklich mit dir»            | 4                 | 2                 | 2                 | 1                 | 3                 | 1                 | 2                 | 3                 | 3                 | 4                 | 25           | 6-е   |
| 6     | «Ich glaube an die Liebe auf der Welt» | 4                 | 5                 | 1                 | 4                 | 4                 | 3                 | 5                 | 4                 | 4                 | 3                 | 37           | 2-е   |

## Страны, отдавшие баллы Германии
У каждой страны было по двое судей, каждый из которых оценивал песню от 1 до 5 баллов.
| Отдали Германии… | Отдали Германии…                    | Отдали Германии…                               | Отдали Германии…                     | Отдали Германии… | Отдали Германии… |
| 8 баллов         | 7 баллов                            | 6 баллов                                       | 5 баллов                             | 4 балла          | 2 балла          |
| ---------------- | ----------------------------------- | ---------------------------------------------- | ------------------------------------ | ---------------- | ---------------- |
| Испания Франция  | Бельгия Монако Португалия Югославия | Швейцария Австрия Великобритания Италия Швеция | Нидерланды Ирландия Мальта Финляндия | Норвегия         | Люксембург       |

## Страны, получившие баллы от Германии
| 10 баллов | Монако                               |
| 7 баллов  | Испания Австрия Югославия            |
| 6 баллов  | Швейцария Италия                     |
| 5 баллов  | Франция Португалия Великобритания    |
| 4 балла   | Швеция Нидерланды Ирландия Финляндия |
| 3 балла   | Мальта                               |
| 2 балла   | Бельгия Норвегия Люксембург          |